# Équipe de Thaïlande féminine de football
Cet article traite de l'équipe féminine. Pour l'équipe masculine, voir Équipe de Thaïlande de football.
Maillots
L'équipe de Thaïlande féminine de football est l'équipe nationale qui représente la Thaïlande dans les compétitions internationales de football féminin. Elle est gérée par la Fédération de Thaïlande de football.
Les Thaïlandaises ont remporté la Coupe d'Asie en 1983, ont été finalistes en 1975, 1977 et 1981 et ont pris la troisième place en 1986.
Les Thaïlandaises remportent le Championnat d'Asie du Sud-Est à quatre reprises (2011, 2015, 2016, 2018) et les Jeux d'Asie de l'Est à cinq reprises (1985, 1995, 1997, 2007 et 2013).

## Classement FIFA
| Année              | 2003 | 2004 | 2005 | 2006 | 2007 | 2008 | 2009 | 2010 | 2011 | 2012 | 2013 | 2014 | 2015 | 2016 | 2017 | 2018 | 2019 | 2020 | 2021 | 2022 | 2023 | 2024 |
| ------------------ | ---- | ---- | ---- | ---- | ---- | ---- | ---- | ---- | ---- | ---- | ---- | ---- | ---- | ---- | ---- | ---- | ---- | ---- | ---- | ---- | ---- | ---- |
| Classement mondial | 41   | 41   | 41   | 40   | 33   | 35   | 33   | 33   | 30   | 29   | 32   | 31   | 30   | 30   | 30   | 29   | 38   | 38   | 38   | 41   | 48   | 45   |
| Classement AFC     | 7    | 7    | 8    | 8    | 7    | 8    | 7    | 6    | 6    | 6    | 7    | 6    | 7    | 6    | 6    |      | 7    | 6    | 7    | 8    | 10   | 9    |

## Histoire

### Parcours enCoupe du monde féminine de football
| Édition | Performance   | J | V | N | D | Bp | Bc |
| ------- | ------------- | - | - | - | - | -- | -- |
| 1991    | Non qualifiée | - | - | - | - | -  | -  |
| 1995    | Non qualifiée | - | - | - | - | -  | -  |
| 1999    | Non qualifiée | - | - | - | - | -  | -  |
| 2003    | Non qualifiée | - | - | - | - | -  | -  |
| 2007    | Non qualifiée | - | - | - | - | -  | -  |
| 2011    | Non qualifiée | - | - | - | - | -  | -  |
| 2015    | 1er tour      | 3 | 1 | 0 | 2 | 3  | 10 |
| 2019    | 1er tour      | 3 | 0 | 0 | 3 | 1  | 20 |
| 2023    | Non qualifiée | - | - | - | - | -  | -  |
| 2027    | Non qualifiée | - | - | - | - | -  | -  |
| 2031    | À venir       | - | - | - | - | -  | -  |
| 2035    | À venir       | - | - | - | - | -  | -  |
| Total   | 2/10          | 6 | 1 | 0 | 5 | 4  | 30 |